# Bela Rada
Bela Rada (bulgariska: Бела Рада) är ett distrikt i Bulgarien.   Det ligger i kommunen Obsjtina Vidin och regionen Vidin, i den nordvästra delen av landet, 150 kilometer norr om huvudstaden Sofia.
Trakten runt Bela Rada består till största delen av jordbruksmark. Runt Bela Rada är det ganska tätbefolkat, med 134 invånare per kvadratkilometer.